# Самарська область
Сама́рська о́бласть (рос. Сама́рская о́бласть) — суб'єкт Російської Федерації, входить до складу Приволзького федерального округу.
Адміністративний центр — місто Самара.
Межує із Саратовською, Ульяновською, Оренбурзькою областями, Республікою Татарстан, також має невелику ділянку межі з Казахстаном.
Утворено 14 травня 1928 року як Середньоволзька область. В 1929 році перейменована в Середньоволзький край, в 1935 році — у Куйбишевський край. У період з 1936 по 1990 рік називалася Куйбишевською областю.

## Географічне положення
Самарська область — п'ятий за величиною регіон Поволжя — займає територію площею 53,6 тис. км², що становить 0,31 % території Росії. Область простягнулася з півночі на південь на 335 км, а із заходу на схід — на 315 км.

Розташована в 3 природних зонах: лісової (хвойно-широколистяні ліси), основу якої складають сосново дубові ліси, бори-зеленомошники та широколистяні ліси за участю дуба та клена. Зрідка до них приєднується ялина.  На сеаері регіону зустрічаються ділянки південної тайги. Лісостепова зона займає центральні райони області і представлена поєднанням ділянок широколистяних лісів, найчастіше дубових і лугових степів.  У цих лісах зустрічаються благородні олені, козулі, лосі, а іноді ведмеді.  Південь регіону зайнятий степами, що складаються з типчака та полину.

## Історія
Територія нинішньої Самарської області увійшла до складу Росії в середині 16 століття, після приєднання Казанського й Астраханського ханств до Московського царства. В 17-18 століттях територія Середнього Поволжя заселялася переселенцями з інших районів країни й іноземцями. Із середини 19 століття територія випробовує економічний підйом, Самара стає одним з важливих центрів внутріросійського ринку зерна, що привело до розвитку торгівлі й промисловості в місті. Здавна на території сучасної Самарської області були поселення українців, зокрема на південний схід від Самари станом на 1834 р. було 4 поселення українців-солевозів, які були переселені туди зі Слобожанщини. З 1851 року Самара — центр однойменної губернії.
У ході Жовтневої революції й Громадянської війни населення Самарської губернії виступило проти політики більшовиків. В 1935 році Самара була перейменована в Куйбишев й носила цю назву до 1990 року. Індустріалізація перших п'ятирічок не обійшла стороною Куйбишевську область — у місті Чапаєвськ на базі дореволюційного військового заводу почалося створення групи підприємств, що робили вибухові й отруйні речовини й боєприпаси, в області з'явився ряд інших оборонних підприємств. Наприкінці 1930-х років силами ув'язнених Гулагу почалося спорудження Куйбишевського гідровузла, яке було припинено у зв'язку з виявленням родовищ нафти.
У роки війни область стала одним із центрів оборонної промисловості країни — в 1941 році був запущений НПЗ у Сизрані, що забезпечував армію пальним, у Куйбишев з Москви й Воронежа були евакуйовані авіаційні заводи, що налагодили випуск винищувачів Іл-2. В 1942 через Сизрань пройшла т. зв. Волзька рокада — залізниця, що використовувався для постачання радянських військ у ході Сталінградської битви. В 1941-1943 у Куйбишеву розміщалися дипломатичні місії іноземних держав, в 1941 році існували плани переносу столиці СРСР у Куйбишев у випадку захоплення німецькими військами Москви.
В 1950-1960-х роках область була одним із провідних центрів нафтовидобутку в СРСР, в 1945-1951 для переробки нафти були побудовані Куйбишевський і Новокуйбишевський НПЗ. Паралельно було відновлене будівництво Жигулівської ГЕС, яка була запущена в 1955 році. У зв'язку з будівництвом ГЕС на місці затопленого міста Ставрополь-на-Волзі був побудований новий — Тольятті. Надалі створена під час спорудження ГЕС будівельна база використовувалася для створення в Тольятті серії інших промислових підприємств — заводу мінеральних добрив Куйбишевазот і заводу синтетичного каучуку (1964-1966), Волзького автозаводу (1970) і найбільшого в країні й у світі виробника аміаку комбінату Тольяттіазот (1979).
В обласному центрі в ці ж роки було розширено авіаційне виробництво й початий випуск самого масового радянського пасажирського середньомагістрального літака Ту-154, виконувалися замовлення в рамках радянської ракетно-космічної програми («Прогрес»). Різко зросла потреба у кваліфікованому інженерному персоналі привела до розвитку в області вищої освіти, в основному технічного профілю. У той же час бурхливий ріст промисловості й приплив великого числа молодого населення з інших регіонів країни (в 1939-1990 рр. населення області зросло більш ніж удвічі) створив більше навантаження на соціальну інфраструктуру, яка розвивалася набагато повільніше. Наприклад, населення Самари вже наприкінці 1960-х років перевищило 1 млн жителів і за радянськими стандартами місто одержало право претендувати на метро, однак Самарський метрополітен був відкритий тільки в 1987. У Тольятті, населення якого наприкінці 1980-х перевищувало 600 тис. жителів, вищу освіту було представлено тільки Політехнічним інститутом, хоча промисловий розвиток міста до цього часу фактично закінчилося.
У пострадянський період Самарська область завдяки накопиченому економічному потенціалу та сформованим місцевим елітам стала одним з економічних і політичних субцентрів країни, у найбільших містах області (Самарі й Тольятті) почала активно розвиватися сфера послуг. Із середини 2000-х років рівень економічної й політичної самостійності регіону сильно скоротився.

## Населення
Область із населенням 3,178 млн осіб (на 1 січня 2007 року) займає за цим показником 2-е місце в Поволжі й 12-е в Росії. За щільністю населення (59,7 особи/км²) це 10-й регіон у Росії (без обліку Москви й Санкт-Петербурга), а за рівнем урбанізації (питома вага міського населення — 80,3 %) — 11-е місце (без обліку авт. округів). За цими двома показниками область лідирує в Поволжі.

### Національний склад
| Народ                     | 1989 р.   | 2002 р.   |
| ------------------------- | --------- | --------- |
| Росіяни                   | 2 720 171 | 2 708 549 |
| Татари                    | 115 280   | 127 931   |
| Чуваші                    | 117 914   | 101 358   |
| Мордва                    | 116 475   | 86 000    |
| Українці                  | 81 720    | 60 727    |
| Вірмени                   | 4 162     | 21 566    |
| Азербайджанці             | 6 320     | 15 046    |
| Казахи                    | 14 233    | 14 918    |
| Білоруси                  | 19 914    | 14 082    |
| Німці                     | 10 381    | 9 569     |
| Башкири                   | 7 495     | 7 885     |
| Євреї                     | 13 572    | 6 384     |
| Узбеки                    | 3 831     | 5 483     |
| Цигани                    | 4 981     | 5 244     |
| Таджики                   | 1 398     | 4 624     |
| Марійці                   | 4 433     | 3 889     |
| Грузини                   | 1 973     | 3 518     |
| Молдовани                 | 2 509     | 2 364     |
| Удмурти                   | 1 758     | 1 608     |
| Корейці                   | 564       | 1 462     |
| Поляки                    | 1 400     | 1 263     |
| Чеченці                   | 474       | 1 193     |
| Лезгини                   | 674       | 1 126     |
| Не вказали національність | 1 758     | 22 489    |

## Корисні копалини
В області є паливні ресурси: нафта, природний газ, горючі сланці; різноманітна мінерально-будівельна сировина, а також гідроресурси. Найвеличезні родовища нафти: Мухановське, Дмитрієвське й Кулешовське. Глибина їх залягання до 3 000 м.
Видобуток нафти:
- 11,27 млн тонн (2006)
- 14,2 млн тонн (2007)

Запаси самородної сірки Алексєєвського, Водинського й Сирейського родовищ, цементної сировини: мела, глини, опок — біля Сизрані й Жигульовска.

## Основні галузі промисловості
Промисловість представлена близько 400 великими й середніми підприємствами й більш як 4 тисячами малими. Найбільший розвиток одержали машинобудування й металообробка, паливна, електроенергетична, хімічна й нафтохімічна, кольорова металургія. Машинобудування представлене майже повним набором основних галузей, серед яких провідна роль належить автомобільній промисловості. На частку легкових автомобілів, вироблених на АвтоВазі в Тольятті припадає більше ніж 70 % від усього випуску автомобілів країни. Питома вага виробництва основних нафтопродуктів, таких як бензин автомобільний, дизельне паливо, мазут топковий, становить 10-12 %. У Самарській області біля міста Тольятті розташований найбільший у світі аміачний завод «Тольяттіазот». В області починається найбільший у світі аміакопровод Тольятті—Одеса.
Коефіцієнт спеціалізації (душового виробництва) за обсягом промислової продукції 1,9 — другий після Якутії серед регіонів РФ (без авт. округів), за роздрібним товарообігом — 1,6 (2-е місце після Москви). За видами промислової продукції найкращі середньодушові коефіцієнти з випуску легкових автомобілів — 34 (друге місце серед усіх видів, що враховуються, промислової продукції за регіонами РФ), аміак синтетичний — 10, первинна переробка нафти — 4,2, цегла будівельна — 1,8. Провідні підприємства паливно-енергетичного комплексу Самарської області: Волзька ГЕС у м. Жигульовські (2300 тис. кВт), найбільші теплові електростанції — Новокуйбишевська й Тольяттінська ТЕЦ (по 250 тис. кВт кожна).

## Сільське господарство
Спеціалізація на вирощуванні пшениці, проса, соняшника. Тваринництво має м'ясомолочний напрямок.

## Адміністративний поділ
- Безенчуцький район
- Богатівський район
- Большеглушицький район
- Большечерниговський район
- Борський район
- Волзький район
- Єлховський район
- Ісаклінський район
- Камишлінський район
- Кінель-Черкаський район
- Кінельський район
- Клявлінський район
- Кошкінський район
- Красноармійський район
- Красноярський район
- Нєфтєгорський район
- Олексіївський район
- Пестравський район
- Похвистнєвський район
- Приволзький район
- Сергієвський район
- Ставропольський район
- Сизранський район
- Хворостянський район
- Челно-Вершинський район
- Шенталинський район
- Шигонський район